# Ленчицкий замок
Ленчицкий замок (пол. Zamek królewski w Łęczycy) — воссозданный во второй половине XX века из руин средневековый замок в польском городе Ленчице.
В XIV—XV веках Ленчица служила основным плацдармом борьбы Польского королевства с тевтонскими рыцарями. Первый кирпичный замок, возведённый при Казимире Великом в 1357-70 годах, был разорён тевтонцами в 1406 году. После Грюнвальдской баталии в стенах крепости держали пленных рыцарей. На протяжении XV века Ленчицкий замок четырежды становился местом проведения сейма; в 1433 году здесь было подписано польско-тевтонское перемирие.
После пожара, опустошившего замок в конце XV века, он был заброшен за ненадобностью и утратил былое значение. В 1560-е годы за восстановление принялся великий подскарбий коронный Ян Лютомирский. В 1655 году замок захвачен шведскими войсками во главе с генералом Робертом Дугласом. Окончательно разрушен во время Северной войны (1707), после чего местные жители стали разбирать старинную постройку на стройматериалы.
В 1964 году правительство Польской Народной Республики приняло решение воссоздать королевский замок в Ленчице. Основная музейная экспозиция занимает входящий в замковый ансамбль т.н. Новый дом (1563—64).
По легенде в подземельях обитает дьявол Борута.